# Rizah Sheqiri
Rizah Sheqiri (ur. 12 stycznia 1961 w Barainie) – jugosłowiański, kosowski i szwedzki poeta, dramaturg, twórca literatury dziecięcej oraz tłumacz. Część jego utworów zostało przetłumaczonych na języki angielski, niemiecki, włoski oraz turecki.

## Życiorys
Studiował literaturę i lingwistykę na Uniwersytecie w Prisztinie, następnie przez 7 lay pracował w Radio Televizioni i Prishtinës. W 1991 roku wyemigrował do Szwecji, trzy lata później dołączył do Stowarzyszenia Szwedzkich PIsarzy.
Pracuje jako nauczyciel języka albańskiego w Karlskronie, Karlshamn i Asarum.

## Utwory[1]
- Hëna e di lojën (1990)
- Zemër krejt dashuri (1990)
- Çerdhja e gëzimit (1992)
- Mos na e ndalni rritën (1992)
- Shëngjergjat e mi (1993)
- Bashkë shkojnë e vijnë (1996)
- Rruga drejt vendlindjes (1996)
- Dashuri mbi dashuritë (1998)
- Kujt i buzëqeshin lulet (1998)
- Kur bishti e harron kokën (1998)
- Flykten valde oss (1999)
- Pranverë pa pranverë (1999)
- Att ta emot sanningen (2000)
- Pak më ndryshe (2000)
- Përqafim në ëndërr (2000)
- Shoferi i lojës (2000)

### Nowele
- Peshq të vegjël (1993)
- Shëtitja (1998)

### Poezje
- Merimanga e dritës (1991)
- Shkurt e shqip (1994)
- Flutura në erë (1995)
- Flutura në natë (1998)
- Nëse patjetër të duhet e vërteta' (2000)